# Антонио Юлиано
Антонио Юлиано (на италиански: Antonio Juliano) е италиански футболист, полузащитник.

## Кариера
Юлиано прекарва по-голямата част от кариерата си в Наполи (1962-1978), спечелвайки Копа деле Алпи през 1966 г., Копа Италия и Англо-италианската купа през 1976 г. Той завършва кариерата си след сезон с Болоня, като се пенсионира през 1979 г., след като помага на клуба да избегне отпадане от Серия А.

### Национален отбор
Юлиано има 18 мача за националния отбор на Италия между 1966 и 1974 г. и е част от състава, спечелил Евро 1968. Той също така е с италианския отбор на три финала на Световното първенство: 1966, 1970 и 1974 г. Въпреки това, той играе само един мач на Мондиал, загубата с 1:4 от Бразилия на финала през 1970 г., след като влиза като резерва.
След като се пенсионира, той се завръща в Наполи като спортен директор, роля, при която привлича в отбора Рууд Крол през 1980 г. и Диего Марадона през 1984 г.

## Отличия

### Отборни
Наполи
- Копа Италия: 1975/76

### Международни
Италия
- Европейско първенство по футбол: 1968